# Barbara Maveau
Barbara Maveau (Roeselare, 16 februari 1987) is een Belgische voormalige atleet. In de winter deed ze aan veldlopen, in het zomerseizoen concentreerde ze zich op de middellange en lange afstanden.

## Belgische kampioenschappen
| Onderdeel                 | Jaar |
| ------------------------- | ---- |
| 1500 m                    | 2011 |
| 5000 m                    | 2016 |
| veldlopen (korte afstand) | 2008 |

## Persoonlijke records
Outdoor
| Onderdeel | Prestatie | Datum        | Plaats     |
| --------- | --------- | ------------ | ---------- |
| 1500 m    | 4.09,50   | 26 juli 2009 | Brasschaat |
| 3000 m    | 9.04,18   | 3 mei 2013   | Utrecht    |
| 5000 m    | 15.27,97  | 1 mei 2012   | Herentals  |

## Palmares

### 1500 m
- 2009: 5e EK U23 - 4.16,06
- 2011:  BK AC - 4.12,75

### 3000 m
- 2005:  EJK - 9.29,78
- 2006: 7e WJK - 9.13,87

### 5000 m
- 2012: 11e EK in Helsinki - 15.33,68 (na DQ Svetlana Simakova en Lyudmyla Liakhovich)
- 2016:  BK AC - 16.26,68

### 12 km
- 2010:  Zandvoort Circuit Run - 43.01
- 2011: 5e Zandvoort Circuit Run - 43.08

### veldlopen
- 2005: 91e WK voor junioren - 24.35
- 2008:  BK korte afstand
- 2012:  eindstand Lotto crosscup
- 2012:  BK